# کژژانگتسوویتسه
کژژانگتسوویتسه (به لهستانی:  Krzyżańcowice) یک روستا در لهستان است که در گمینا گوژوف شلانسکی واقع شده‌است.
 کژژانگتسوویتسه  ۲۲۰ نفر جمعیت دارد و ۴۲ متر بالاتر از سطح دریا واقع شده‌است.